# جبل مرة

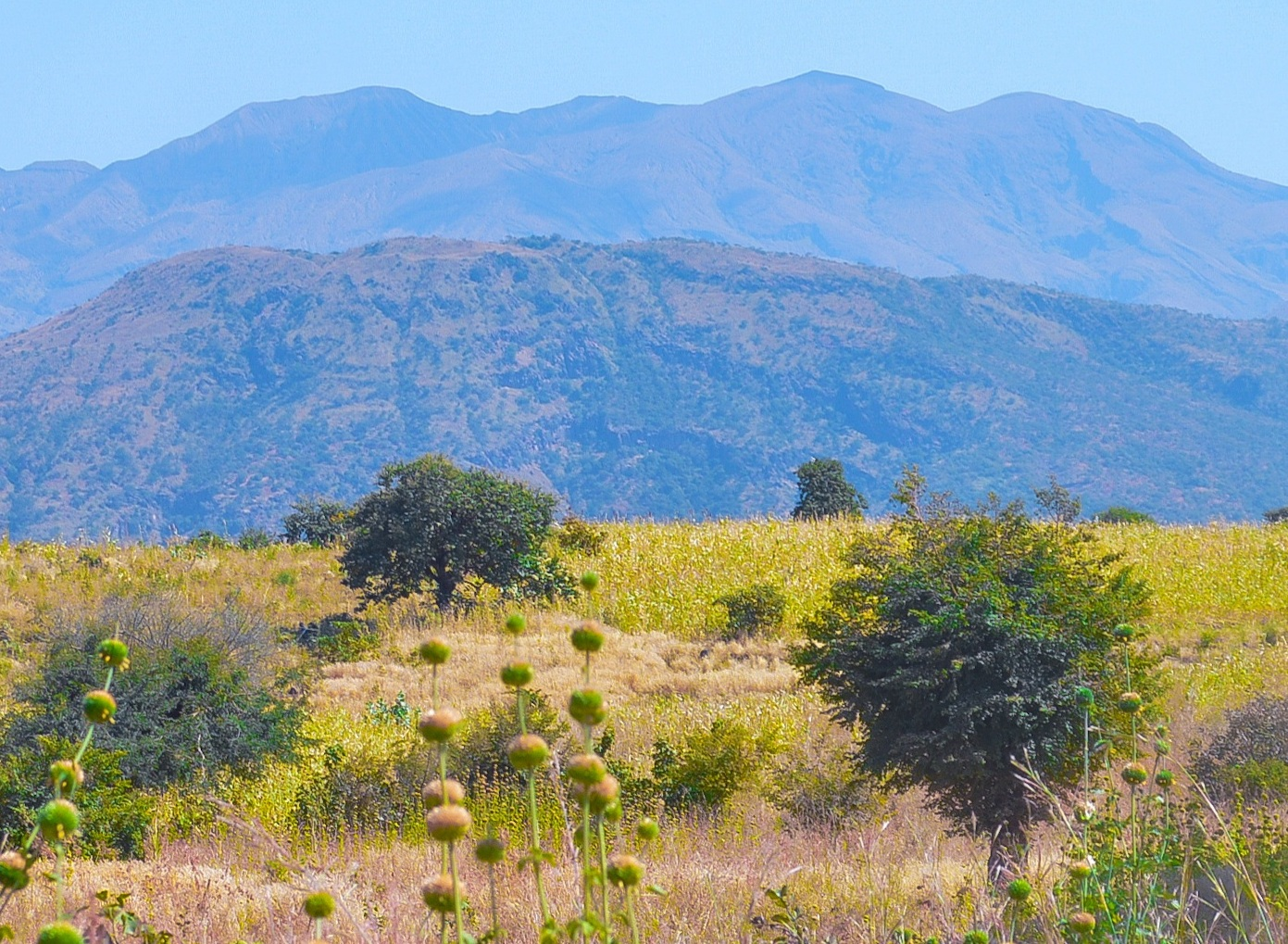
جبل مرة/ السودان

جبل مرة هي مجموعة قمم بركانية، ترتفع إلى 3،000 متر. تقع في ولاية وسط دارفور في إقليم دارفور في السودان تسكنها قبائل الفور. يعتبر المناخ فيها معتدل وتتوفر فيها مياه الأمطار والينابيع بصورة شبه دائمة.
ويمتد مئات الاميال من مدينة كاس جنوباً إلى ضواحي الفاشر شمالاً ويغطي مساحة 12.800 كلم، ويعد ثاني أعلى قمة في السودان حيث يبلغ ارتفاعه 10.000 قدم فوق مستوى سطح البحر ، ويتكون من سلسلة من المرتفعات بطول 240 كلم وعرض 80 كلم، تتخللها الشلالات والبحيرات البركانية يتمتع جبل مرة بطقس معتدل يغلب عليه طابع مناخ البحر الأبيض المتوسط ، حيث تهطل الأمطار في كل فصول السنة تقريباً مما يتيح الفرصة لنمو الكثير من الأشجار مثل الموالح والتفاح والأشجار الغابية المتشابكة كما أن هذه الأمطار الغزيرة توفر إمداد مائي مستمر للأراضي الزراعية مما يجعل تربتها صالحة لزراعة الذرة والدخن والخ.
يوجد بالجبل العديد من أنواع النباتات التي ينفرد بها دولياً بالإضافة إلى مجموعات كبيرة من الحيوانات النادرة والأليفة يتميز جبل مرة بأنه مأهول بالسكان ، وبالقرى الطبيعية الجميلة التي تنتشر حتى قمة الجبل ويعتبر منطقة جذبِِ سياحي للكثير من الزائرين للتمتع بالمناظر الطبيعية والمناخ المعتدل والبيئة النقية.
تتميز المنطقة بنباتات وأشجار غير موجودة في بقية أنحاء السودان مثل التفاح والعنب والصنوبر، إضافة إلى أنواع نادرة من الزهور المنتشرة بين الصخور.
وهناك بُعد تاريخي روحي ديني في جبل مرة ، إذ يقول الباحث في التاريخ القديم والتراث السوداني عباس أحمد الحاج، إن "نسختي سنة 1817 و1830 من التوراة، ذكر فيهما أن سيدنا هارون شقيق النبي موسى، عليه السلام، قد مات في جبل (حور) بالقرب من وادي هور، ما دفع بعض المؤرخين إلى الاعتقاد أن جبل مرة إنما هو (جبل الطور) المقدس، حيث نادى الله كليمه موسى وأظهر له آياته وأرسله إلى فرعون، المذكور في القرآن الكريم، إذ إن وادي هور المعروف والشهير، هو الذي ذلك الذي ينبع من مرتفعات دارفور ليصب في مجرى النيل".

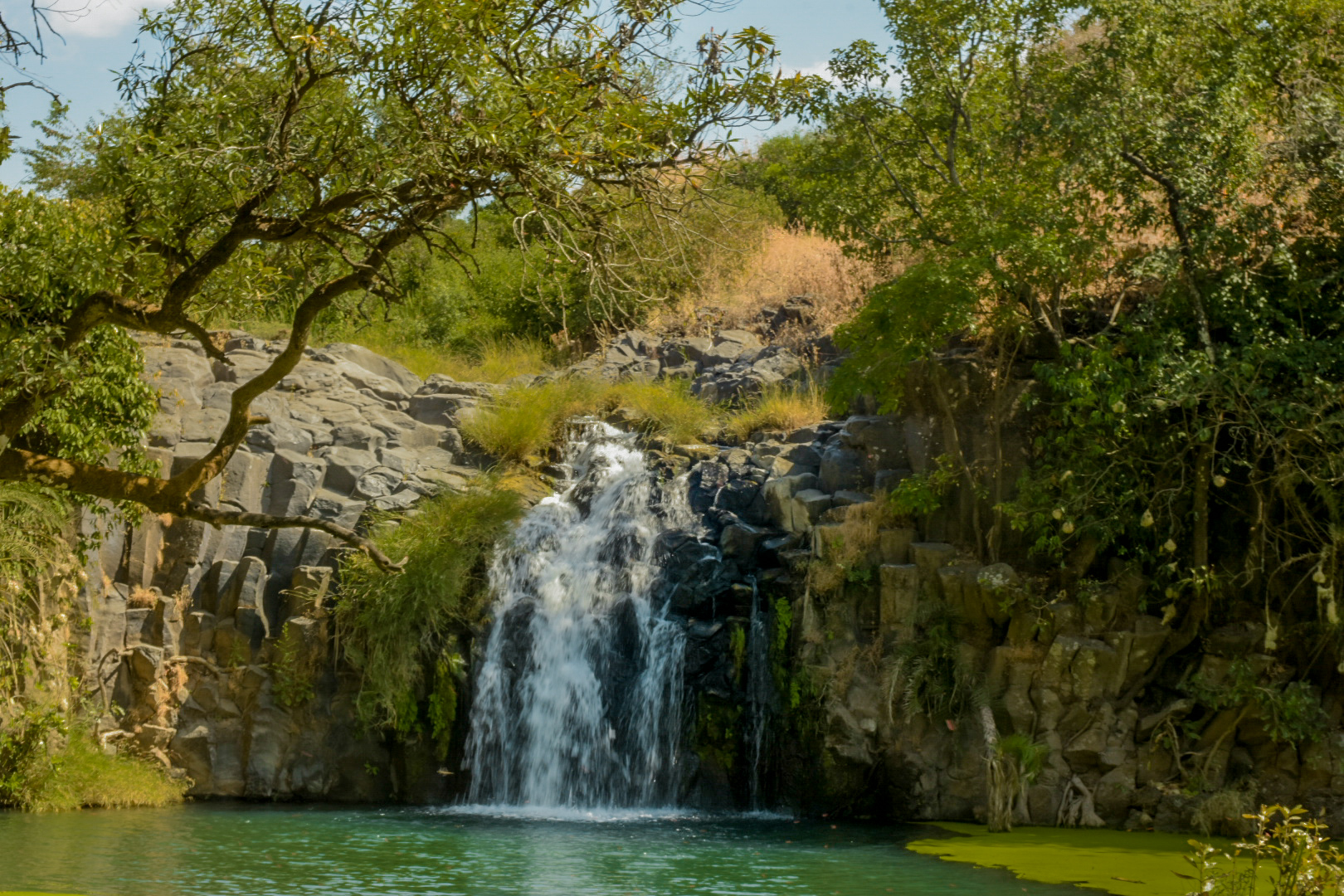
شلال جبل مرة
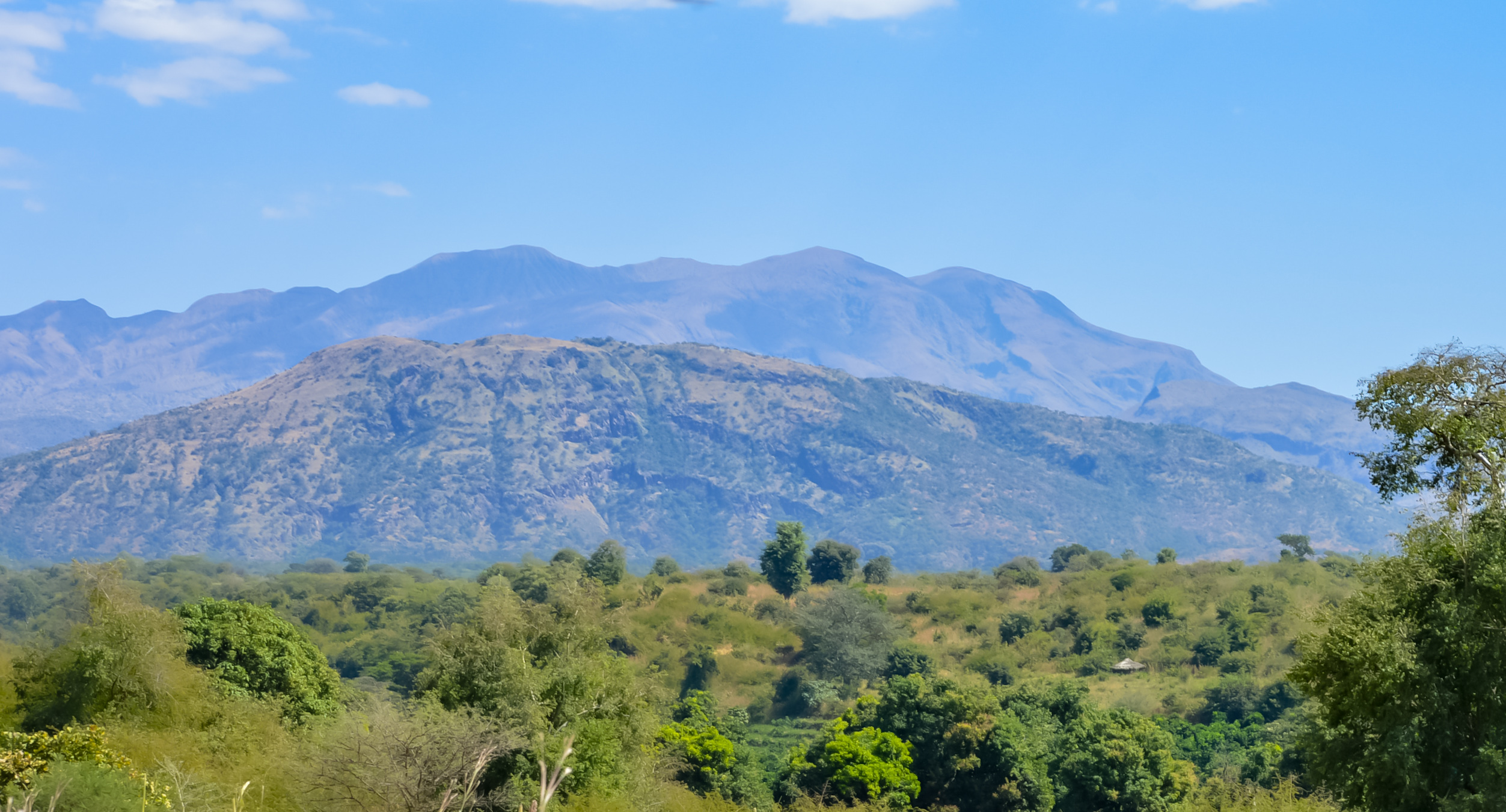
سلسلة جبل مرة
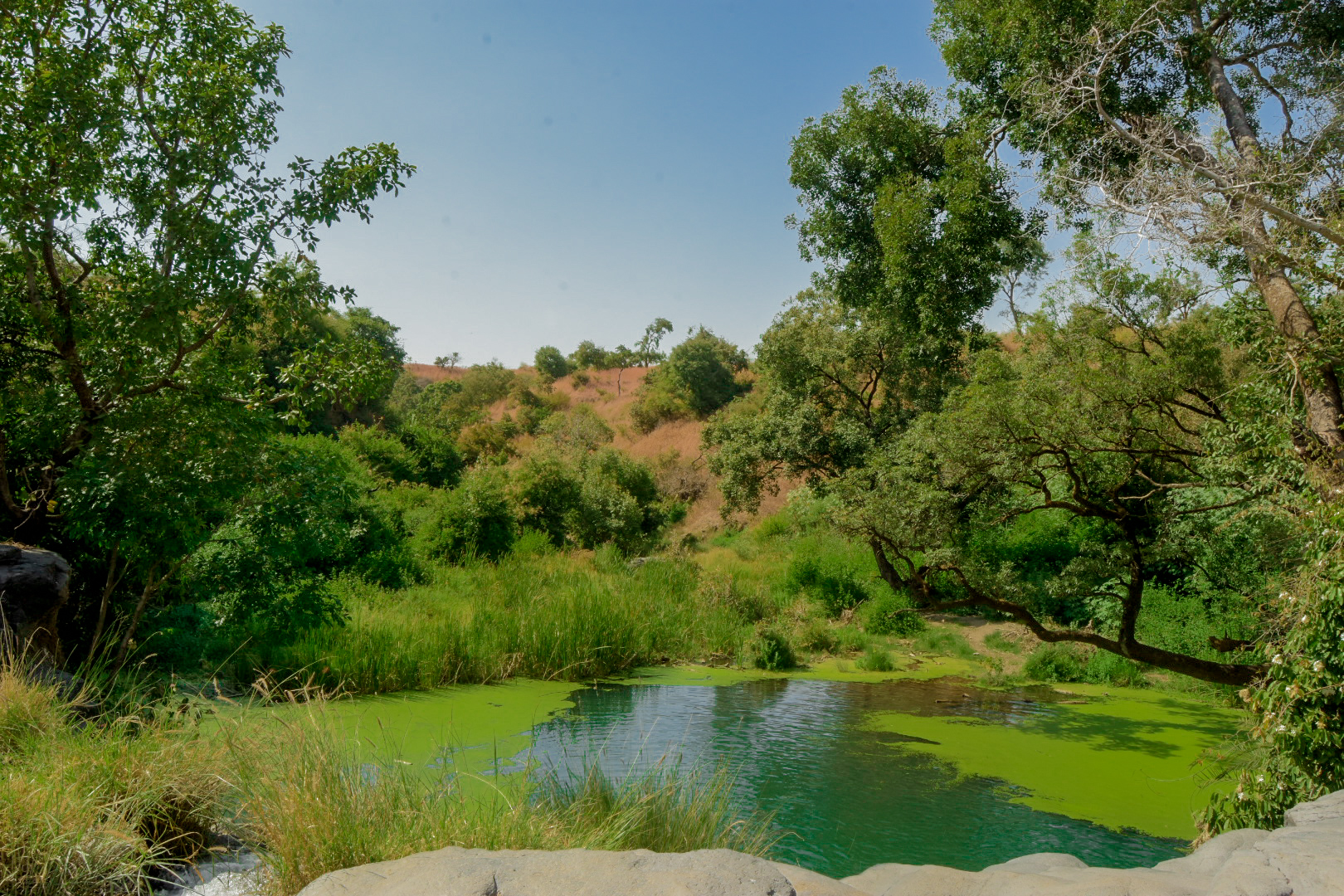
شلال جبل مرة
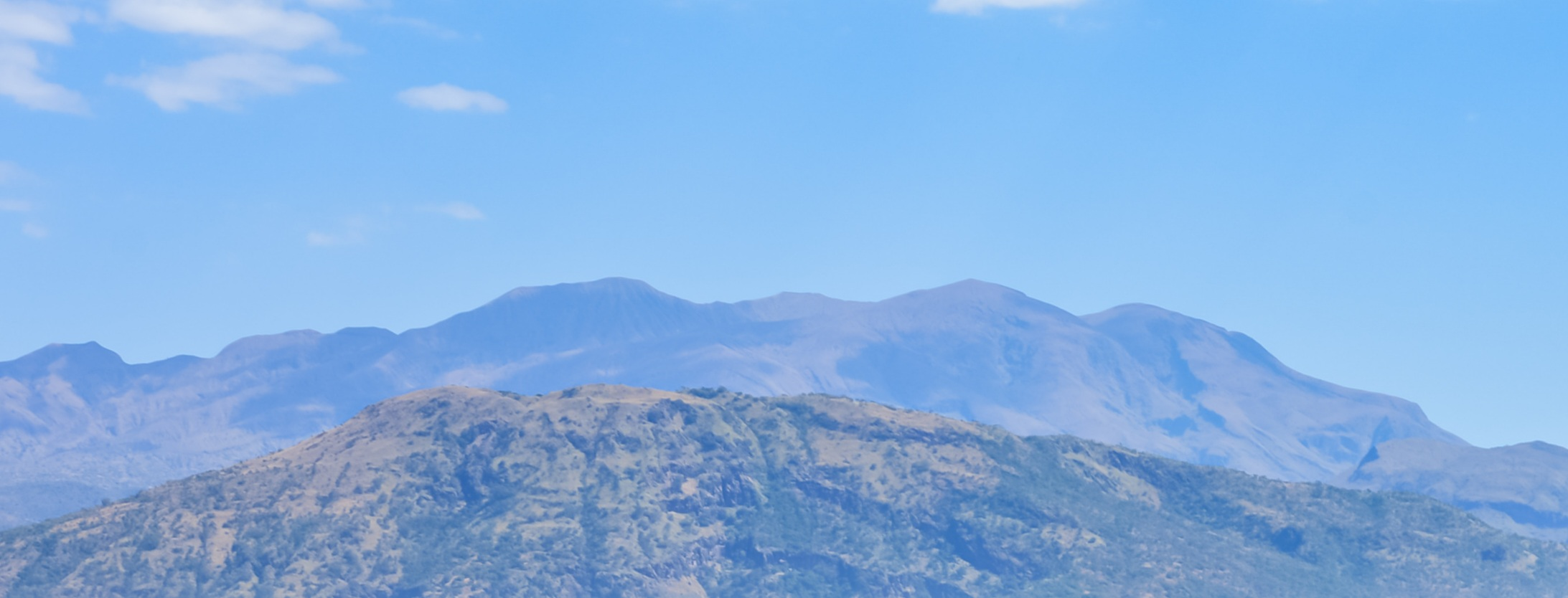
جبل مرة
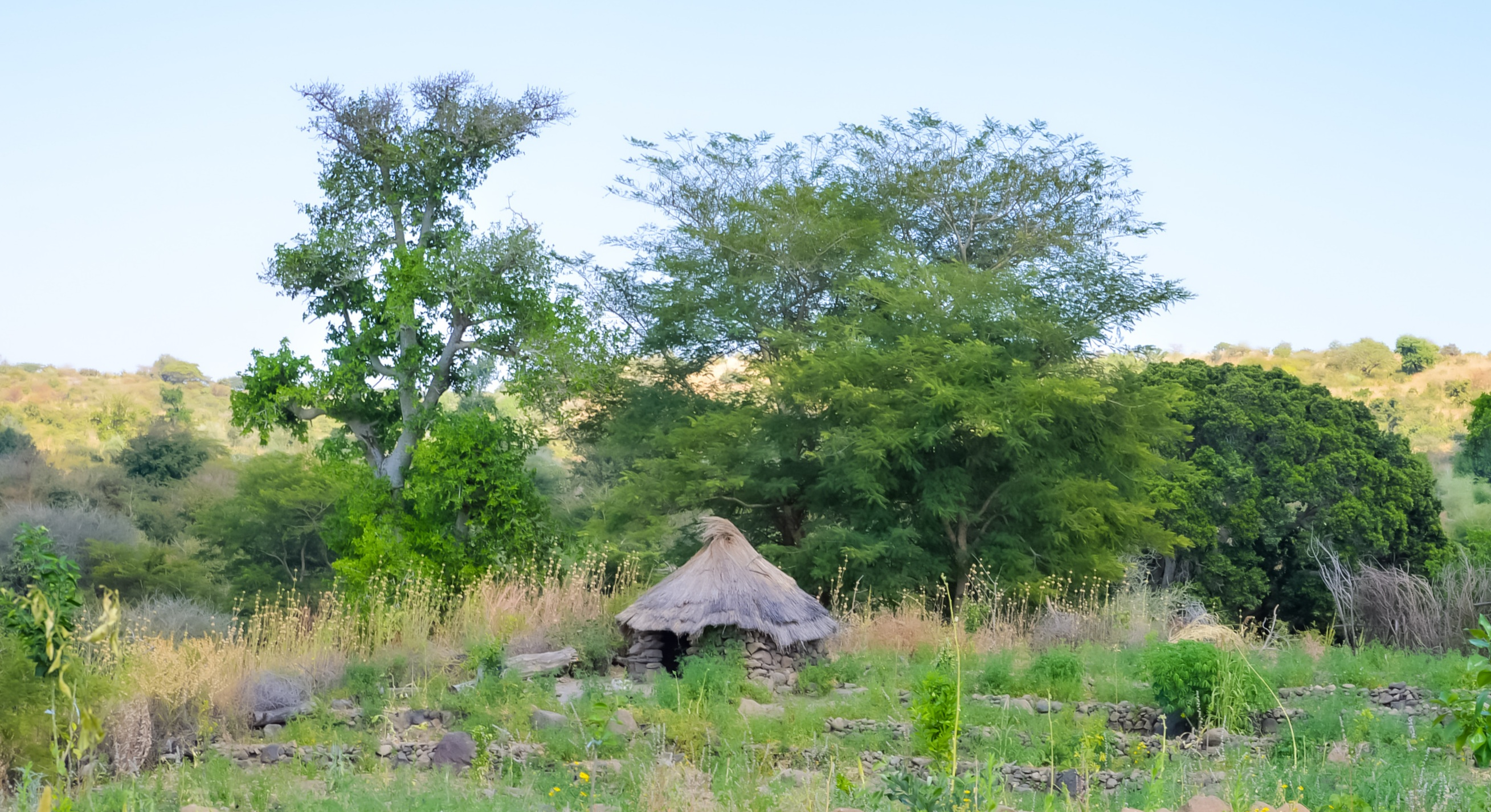
جبل مرة
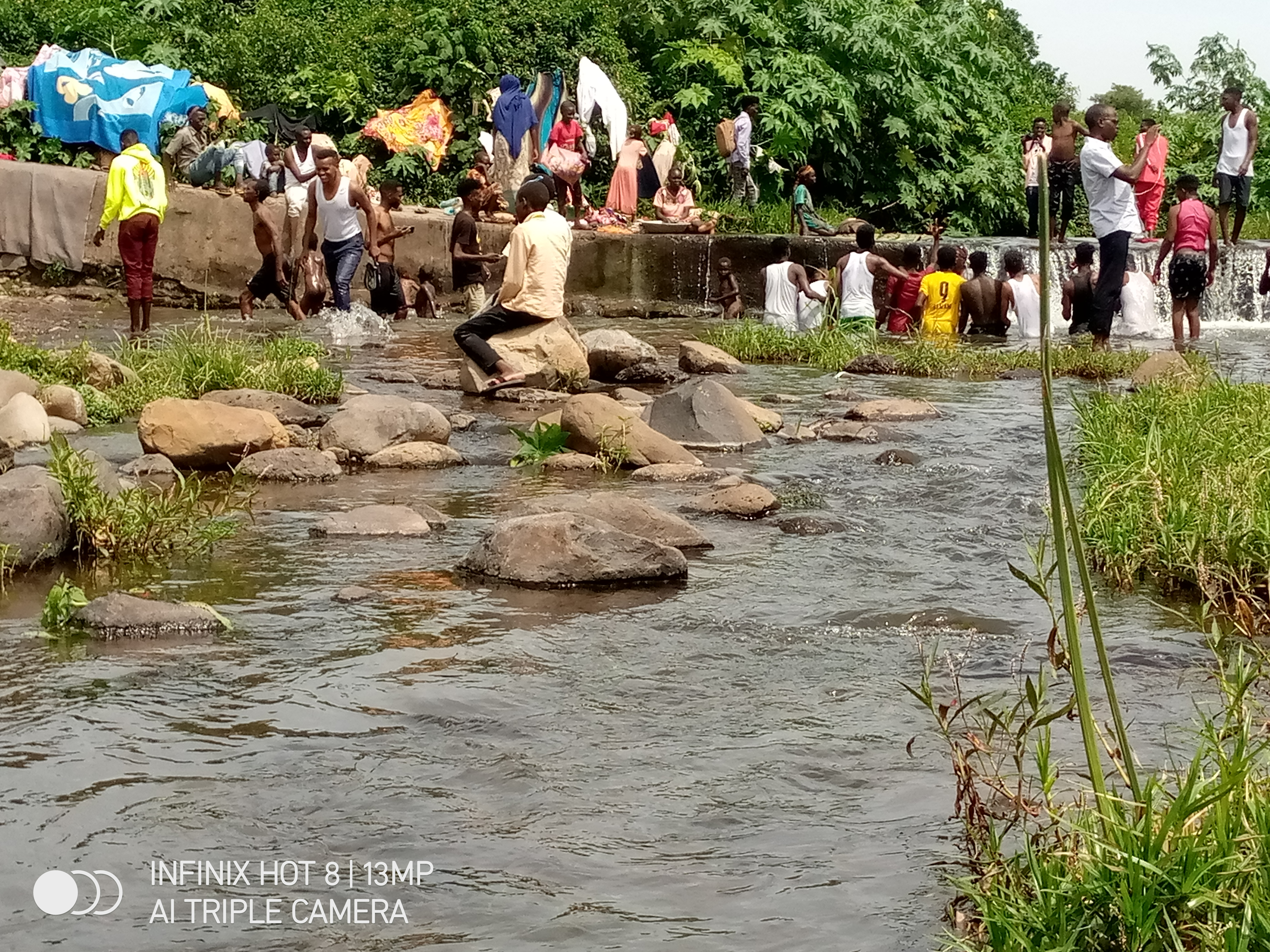
جبل مرة
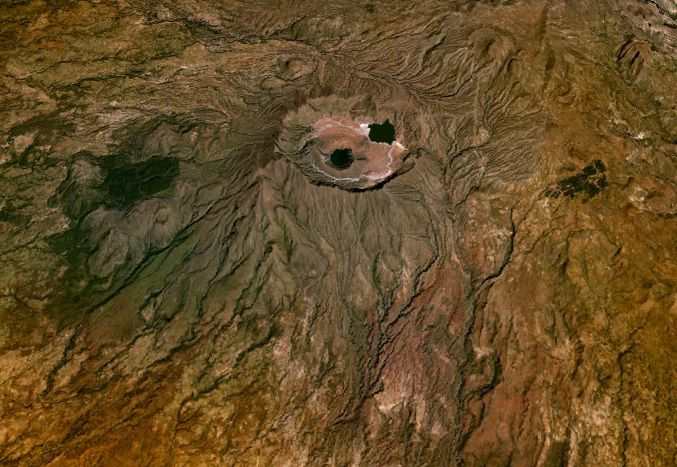
جبل مرة
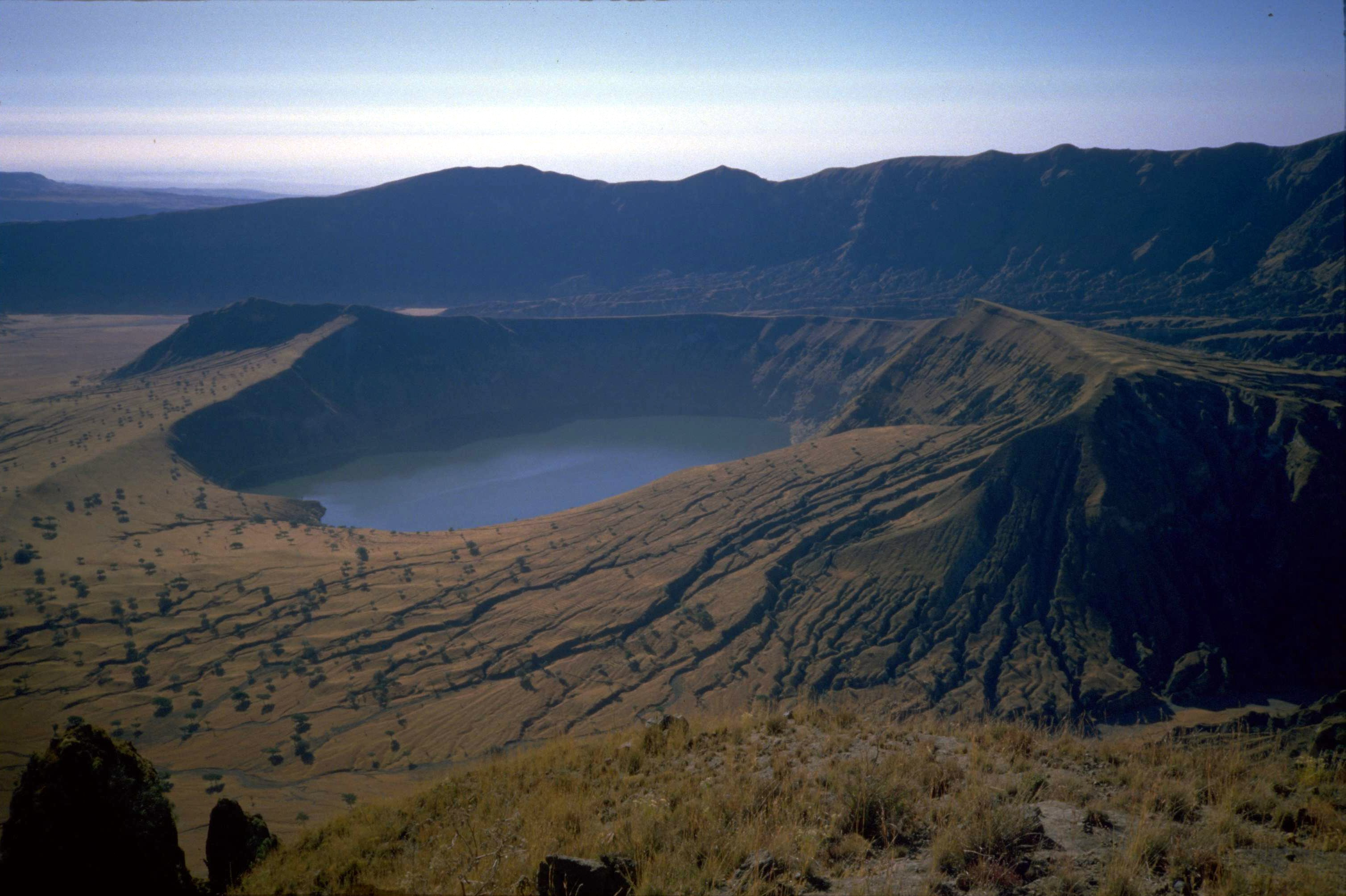
جبل مرة
- جبال مرة، دارفور،1961.
جبل مرة1961